# Jessie Tuggle
Jessie Lloyd Tuggle Jr. (Griffin, 4 aprile 1965) è un allenatore di football americano statunitense che ha giocato nel ruolo di linebacker per gli Atlanta Falcons della National Football League (NFL). Al college giocò a football per la Valdosta State University.

## Carriera
Dopo non essere stato scelto nel Draft NFL 1987, Tuggle firmò con gli Atlanta Falcons. Giocò con essi per tutte le 14 stagioni della carriera, raggiungendo il Super Bowl nel 1998, il primo della storia della franchigia, perdendolo coi Denver Broncos. È il giocatore ad avere messo a segno più tackle di tutta la lega negli anni novanta, 1.293, e i suoi 5 fumble recuperati ritornati in touchdown sono un record NFL.

## Palmarès

### Franchigia
- National Football Conference Championship: 1

Atlanta Falcons: 1998

### Individuale
- Convocazioni al Pro Bowl: 5

1992, 1994, 1995, 1997, 1998
- All-Pro: 3

1991, 1994, 1998
- Atlanta Falcons Ring of Honor
- College Football Hall of Fame

## Famiglia
Tuggle è il padre di Grady Jarrett, che milita negli Atlanta Falcons, e di Justin Tuggle, che gioca per i Cleveland Browns.